# Wolfgang Steinke

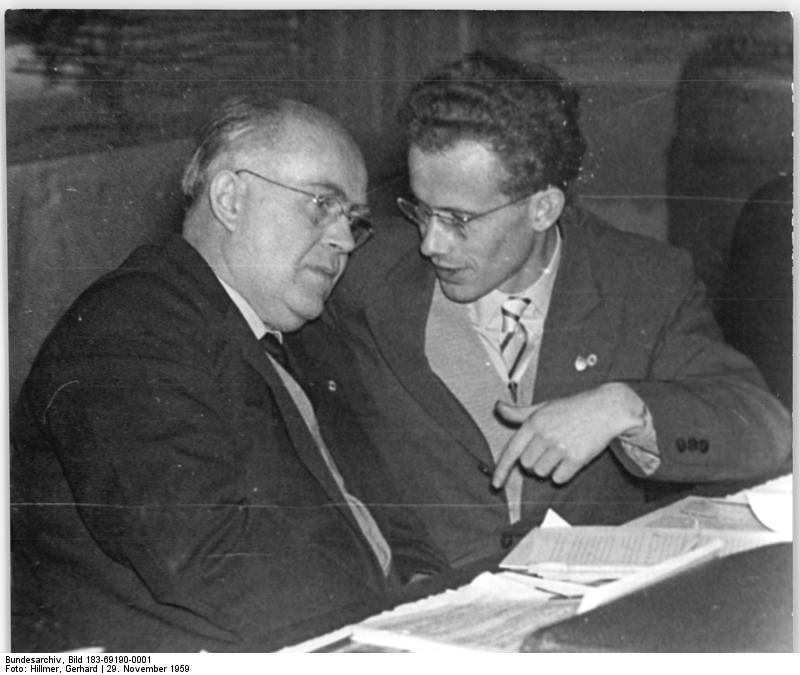
Wolfgang Steinke (rechts) im Gespräch mit Erich Mückenberger (1959).

Wolfgang Steinke (* 6. November 1927) ist ein ehemaliger Funktionär der FDJ und der SED, der unter anderem langjähriger Sekretär des Zentralrates der FDJ sowie zwischen 1950 und 1963 Kandidat des Zentralkomitees (ZK) der SED war.

## Leben
Wolfgang Steinke wurde 1945 zunächst Mitglied der Kommunistischen Partei Deutschlands (KPD) sowie nach der Zwangsvereinigung von SPD und KPD zur SED am 21./22. April 1946 Mitglied der Sozialistischen Einheitspartei Deutschlands. In der Folgezeit übernahm er verschiedene Funktionen in der Freien Deutschen Jugend (FDJ), der Jugendorganisation der SED und wurde als Abteilungsleiter im Zentralrat der FDJ	auf dem III. Parteitag der SED (20. – 24. Juli 1950) erstmals Kandidat des neu geschaffenen Zentralkomitees (ZK) der SED und behielt diese Funktion nach seinen Wiederwahlen auf dem IV. Parteitag der SED (30. März–6. April 1954) und dem V. Parteitag der SED (10.–16. Juli 1958) dreizehn Jahre lang bis zum VI. Parteitag der SED (15.–21. Januar 1963), auf dem er nicht erneut gewählt wurde.
Als Nachfolger von Rudolf Wießner wurde Steinke am 1. September 1951 Sekretär für Landjugend des FDJ-Zentralrates und bekleidete diese Funktion bis 1963. Er nahm in dieser Funktion an der Umgestaltung der Landwirtschaft der DDR teil. Darüber hinaus war er Mitglied des Büros des Zentralrates der FDJ. Auf dem IV. Parteitag der SED 1954 war er des Weiteren Mitglied im Präsidium des Parteitages und gehörte auf dem VI. Parteitag 1963 der Redaktionskommission des Parteitages als Mitglied an. Auf 2. Kongress wurde er am 29. Juni 1960 auch zum Mitglied des Zentralvorstandes der Gesellschaft für Sport und Technik (GST) gewählt.
Nach Beendigung seiner Tätigkeit war Wolfgang Steinke Offizier der Grenzbrigade „13. August“ der Grenztruppen der DDR und später Leiter der Bildungsstätte der Akademie der Wissenschaften der DDR. Er engagierte sich zudem im Nationalrat der Nationalen Front und wurde am 10. Oktober 1978 mit Ehrentitel „Aktivist der sozialistischen Arbeit“ ausgezeichnet.

## Veröffentlichung
- Bürgerliche Friedensforschung. Probleme, Widersprüche, Tendenzen, Mitautor Alfred Bönisch, Akademie-Verlag, Berlin 1973